# Noordelijke bruine kiwi
De noordelijke bruine kiwi of noordereilandkiwi (Apteryx mantelli) behoort net als de andere soorten kiwi's tot de zogenaamde Paleognathae met vier andere ordes (tinamoes, struisvogels, nandoes en kasuarissen en emoes). Dit zijn (meestal) loopvogels die in het skelet (kaak en borstbeen) en het DNA kenmerken vertonen die bij andere vogels ontbreken. De noordereilandkiwi komt voor in het westen en zuiden van het Noordereiland van Nieuw-Zeeland.
Het zijn nachtdieren en ze kunnen niet vliegen.

## Leefwijze
De noordelijke bruine kiwi voedt zich met ongewervelden.

## Voortplanting
Deze vogel legt 2-3 nesten per jaar. Een nest bestaat uit 2 eieren. De jongen komen volledig gevederd uit het ei, en kunnen al na 1 week voor zichzelf zorgen.

## Beschrijving
De noordelijke bruine kiwi en de zuidelijke bruine kiwi (Apteryx australis) werden lang (en soms nog) beschouwd als  ondersoorten.
De noordelijke bruine kiwi is ongeveer van hetzelfde formaat als de grote gevlekte kiwi en ziet eruit als de zuidelijke bruine kiwi, maar het verenkleed is donkerder van kleur. De lengte is 40 cm, het vrouwtje weegt ongeveer 2,8 kg, het mannetje 2,2 kg. Ze hebben een lange, dunne snavel die licht neerwaarts gebogen is. De kleur is roodbruin en er zit streping in het verenkleed.

## Leefgebied en status als bedreigde diersoort
De noordelijke bruine kiwi is een vogel die oorspronkelijk voorkomt in dicht bos in de subtropische en gematigde klimaatzones van het Noordereiland. Hij heeft een zeker aanpassingsvermogen en komt ook voor in landbouwkundig gebruikte gebieden met struikgewas en in aanplantingen van (geïntroduceerde) naaldbomen. Het is desondanks een bedreigde diersoort. De grootste bedreigingen zijn vernietiging van het oorspronkelijke leefgebied en predatie door verwilderde katten en andere geïntroduceerde roofdieren zoals de hermelijn. De trends in aantal van de verschillende ondersoorten verschillen per regio. Op kleine eilanden lukt het beter om populaties te beschermen dan op het hoofdeiland (zie tabel). De totale populatie werd in 2008 geschat op 25.000 exemplaren.
| Regio                                            | Populatie-omvang | Jaar | Trend (%/jr) |
| ------------------------------------------------ | ---------------- | ---- | ------------ |
| Northland                                        | 8.000            | 2008 | -2%          |
| Coromandel                                       | 1.000            | 2008 | +4,1%        |
| Eastern – Bay of Plenty, East Coast, Hawke’s Bay | 8.000            | 2008 | -2,8%        |
| Western – King Country, Taranaki, Wanganui       | 8.000            | 2008 | -2,8%        |
| Totaal Nieuw-Zeeland                             | 25.000           | 2008 | -2,2%        |